# HD 219134
HD 219134 (hoặc HR 8832, Gliese 892) là một ngôi sao thuộc dãy chính trong chòm sao Tiên Hậu (Cassiopeia). Nó nhỏ hơn và kém sáng hơn Mặt Trời, với lớp phổ K3V, làm cho nó trở thành một sao màu da cam. HD 21934 tương đối gần với hệ Mặt Trời, với khoảng cách ước tính là 21,25 năm ánh sáng. Ngôi sao này gần với giới hạn cấp sao biểu kiến mà mắt thường có thể nhìn thấy được. Giới hạn đối với hầu hết các nhà quan sát được coi là cấp 6. Sao này có một đồng hành quang học cấp 9,4 với chia tách góc là 106,6 giây cung.

## Hệ hành tinh
Ngôi sao này có một hệ gồm 6 ngoại hành tinh. Hành tinh trong cùng nhất là HD 219134 b, một siêu Trái Đất đất đá, dựa trên kích thước (1,6 lần kích thước Trái Đất) và mật độ (6,4 gam trên cm khối). Ngoại hành tinh này cùng 3 ngoại hành tinh bổ sung, trong đó một là siêu Trái Đất (định danh c và sau này được xác định cũng là hành tinh đất đá), một cỡ Sao Hải Vương (d) và một cỡ Sao Mộc (e), đã được Motalebi et al. suy luận bằng cách sử dụng dữ liệu vận tốc xuyên tâm của HARPS-N. Hai tháng sau, Vogt et al. công bố bài báo về hệ thống này, trong đó tìm thấy đáp án 6 hành tinh, với các hành tinh b & c tương ứng với các hành tinh đề cập trong Motalebi et al., e & g tương ứng với d & e của Motalebi, còn d & f là các hành tinh mới. Tổng cộng có 4 nghiên cứu độc lập về hệ thống hành tinh của HD 219134 đã được thực hiện, với một số kết quả của chúng mâu thuẫn với nhau. Tính đến tháng 3 năm 2017, ngôi sao này được biết là có ít nhất 5 hành tinh, hai trong số đó (HD 219134 b và c) được biết là hành tinh đất đá siêu Trái Đất và quá cảnh.

## Tham số của các hành tinh
| Thiên thể đồng hành (thứ tự từ ngôi sao ra) | Khối lượng       | Bán trục lớn (AU) | Chu kỳ quỹ đạo (ngày) | Độ lệch tâm   | Độ nghiêng    | Bán kính         |
| ------------------------------------------- | ---------------- | ----------------- | --------------------- | ------------- | ------------- | ---------------- |
| b                                           | 4,74 ± 0,19 M🜨   | 0,03876 ± 0,00047 | 3,092926 ± 0,000010   | 0 (cố định)   | 85,05 ± 0,09° | 1,602 ± 0,055 R🜨 |
| c                                           | 4,36 ± 0,22 M🜨   | 0,06530 ± 0,00080 | 6,76458 ± 0,00033     | 0,062 ± 0,039 | 87,28 ± 0,10° | 1,511 ± 0,047 R🜨 |
| f                                           | >7,30 ± 0,40 M🜨  | 0,1463 ± 0,0018   | 22,717 ± 0,015        | 0,148 ± 0,047 | —             | —                |
| d                                           | >16,17 ± 0,64 M🜨 | 0,2370 ± 0,0030   | 46,859 ± 0,028        | 0,138 ± 0,025 | —             | —                |
| g                                           | >11 ± 1 M🜨       | 0,3753 ± 0,0004   | 94,2 ± 0,2            | 0             | —             | —                |
| h (e)                                       | >108 ± 6 M🜨      | 3,11 ± 0,04       | 2.247 ± 43            | 0,06 ± 0,04   | —             | —                |